# Salix flabellaris
Salix flabellaris är en videväxtart som beskrevs av Nils Johan Andersson. Salix flabellaris ingår i släktet viden, och familjen videväxter. Inga underarter finns listade i Catalogue of Life.